# 蒂斯·卡斯帕赖特
蒂斯·卡斯帕赖特（德語：Thies Kaspareit，1964年2月1日—），德国男子马术运动员。他曾代表西德参加1988年夏季奥林匹克运动会马术比赛，获得团体三项赛金牌和个人三项赛第九名。